# Ортнит

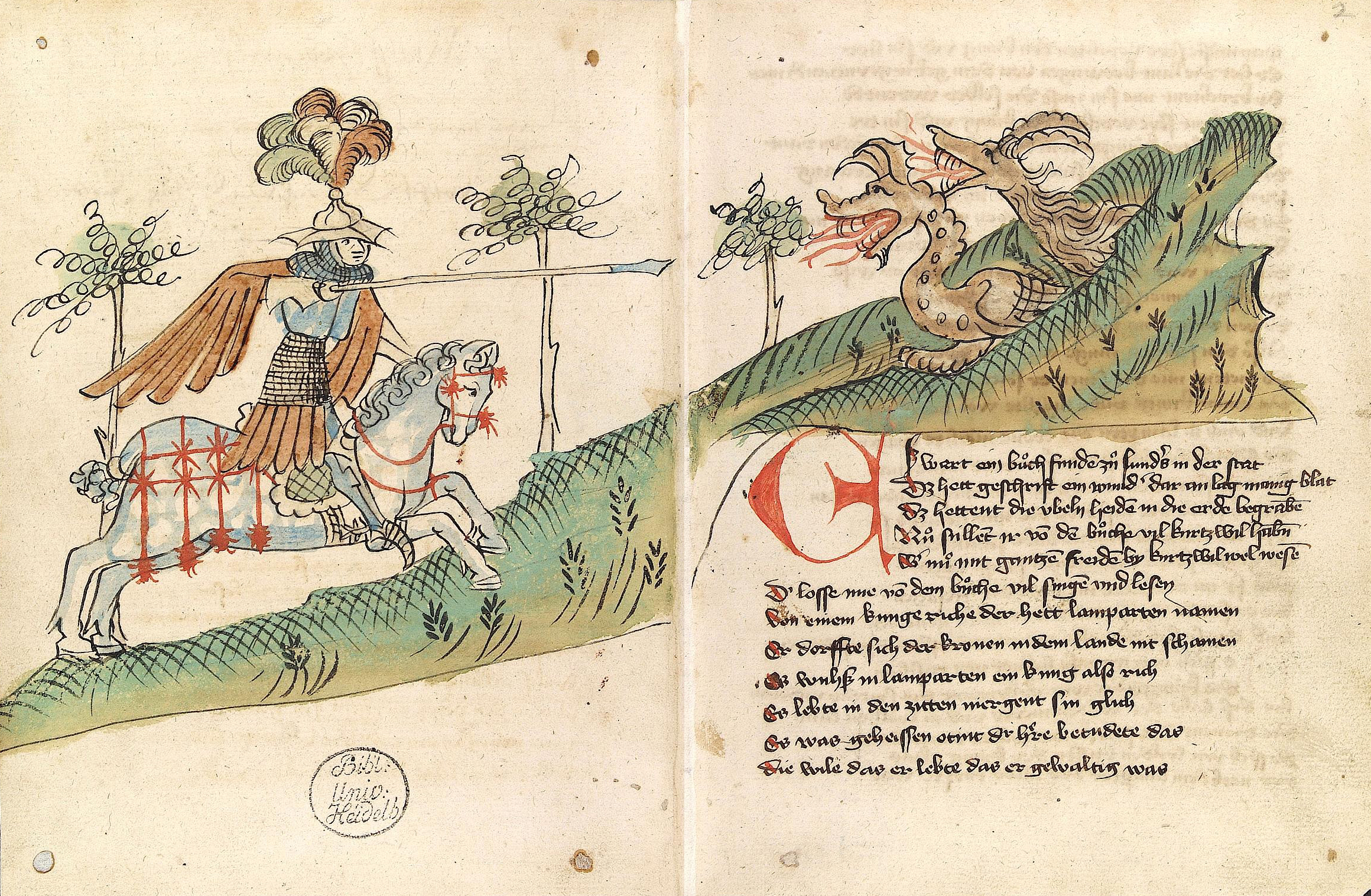
Вольфдитрих атакует драконов на первой странице поэмы «Ортнит»

«Ортнит» (нем. Ortnit) — средневековая германская поэма XIII века о легендарном короле ломбардов (лангобардов), написанная по устным героическим песням и сказаниям, носителями которох были шпильманы. В норвежской «Саге о Тидреке Бернском»  имя Ортнит встречается отдельно от Гертнита — его носит брат Аттилы, сын Озида (здесь конунга Фрисландии, Ортнит —  прапрапрадед Дитриха (Тидрека) Бернского).
Поэма «Ортнит» повествует о короле ломбардов Ортните, который жил в своём замке в Гарде на озере Гарда. Среди других персонажей — карлик Альберих, богатырь Илья (дядя Ортнита по материнской линии) и драконы, опустошающие страну.
По совету Ильи Ортнит решает отправиться в путешествие в Сирию, чтобы посвататься к дочери тамошнего языческого короля Махореля. Ортнит просит Илью сопровождать его в этой поездке. Илья соглашается, но сообщает, что должен пойти на Русь к жене и детям, что бы привести 5 тысяч воинов, которых он пообещал Ортниту. Прежде чем Ортнит отправился в поисках невесты в опасное путешествие, его мать даёт ему кольцо. Войско Ортнита в походе на восток возглавляет Илья. Ортнит добывает себе невесту хитростью, прибегая к волшебству своего невидимого отца карлика Альбериха. Король Махорель, у которого увезли дочь, посылает в страну Ортнита посыльного из Монтабюра, который преподносит им особый дар примирения: яйца, из которых вылупятся ящерицы, с особенно большими драгоценными камнями. Ортнит позволяет охотнику принести яйца в горы и следить за вылуплением. На самом деле из яиц вылупляются драконы. Ортнит намеревается сразиться с ними, но, несмотря на предупреждение от Альбериха, он засыпает и дракон бросает его своим детёнышам. Позже Вольфдитрих, лишённый наследства двумя братьями, убивает дракона и его выводок, затем побеждает своих братьев и женится на овдовевшей королеве.
По словам Германа Шнайдера, поэма «Ортнит» восходит к нижненемецкому варианту сказания об Ортните, сохранившемуся в «Тидрек-саге», которая была записана в Норвегии около 1250 года. В некоторых эпизодах «Тидрек-саги» действие происходит на Руси, где правит конунг Гертнит (соответствует Ортниту в верхненемецкой поэме). Ему подчинены Русь, Польша, и Вильциналанд. Столица его царства — Новгород. У конунга Гертнита три сына: два от жены (Озантрикс и Вальдемар), а третий — от наложницы — Илья (Ilias). Илью конунг Гертнит посадил правителем в Греции.